# 近藤松次
近藤 松次（こんどう まつじ、1924年〈大正13年〉6月3日 - 2007年〈平成19年〉9月14日）は、日本の政治家。元大阪府大東市長（2期）。

## 経歴
福岡県出身。1944年〈昭和19年〉福岡第二師範学校（のち福岡学芸大学、現在の福岡教育大学）卒。小学校教諭、同教頭、同校長、大東市小学校校長会会長、社会教育委員、民生児童委員、自治会長などを務め、1992年〈平成4年〉の大東市長選挙に立候補し、現職を破り初当選。1996年〈平成8年〉に再選。2000年〈平成12年〉に会社社長の岡本日出士に敗れた。
2007年〈平成19年〉9月14日死去。